# 櫻桃湖灘
櫻桃湖灘（英語：Cherry Beach），前稱卡勒湖灘公園（Clarke Beach Park），是加拿大安大略省多倫多的一個湖灘公園，位於櫻桃街南端盡頭。

## 流行文化
1984年，Pukka Orchestra以歌曲《Cherry Beach Express》在當地電台走紅。該歌曲關乎多倫多警隊於櫻桃湖灘毆打疑犯的都市傳說。警方曾試圖禁止這首歌。
艾莉希亞·卡拉歌曲《Wild Things》的部分音樂錄像在櫻桃湖灘拍攝。
電影《鬼魅山房2》部分場景在櫻桃湖灘拍攝。
多倫多鬅客樂團Career Suicide以櫻桃湖灘命名其2008年細碟。

## 外部連結
- 维基共享资源上的相關多媒體資源：櫻桃湖灘
- Cherry Beach location and current swimming conditions （页面存档备份，存于）